# Chris Pontius
Christopher Andrew "Chris" Pontius, szerszej publiczności znany jako Party Boy (ur. 16 lipca 1974 roku w Pasadenie) – amerykański kaskader, scenarzysta i osobowość telewizyjna.
W 1992 roku ukończył San Luis Obispo High School w San Luis Obispo, w Kalifornii.
Był gwiazdą telewizyjnych reality show MTV Jackass (2000–2002) i pseudoprzyrodniczego programu MTV Wild Boyz (2003–2006), który prowadził ze Steve'em-O.

## Filmy fabularne
- 2002: Jackass – świry w akcji (Jackass: The Movie)
- 2003: Aniołki Charliego: Zawrotna szybkość (Charlie's Angels: Full Throttle) jako Irish Henchman
- 2006: Jackass: Numer dwa (Jackass: Number Two)
- 2007: Jackass: 2.5
- 2008: Dudesons (The Dudesons Movie)
- 2010: Jackass 3-D
- 2011: Jackass 3.5